# Delage Type S

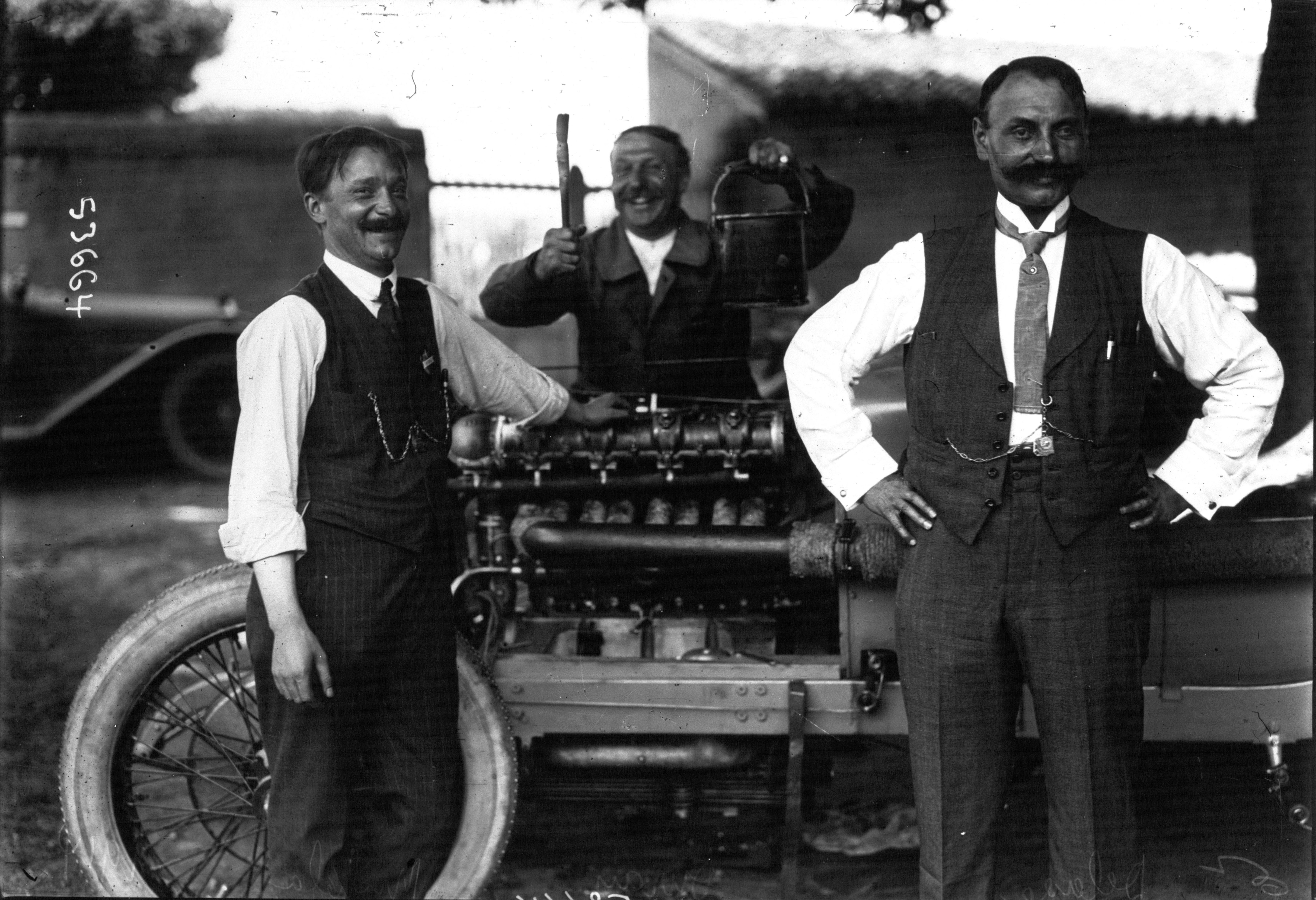
Konstrukteur Arthur Michelat, Fahrer Arthur Duray und Inhaber Louis Delâge vor einem Delage Type S

Der Delage Type S war ein Rennwagen der französischen Marke Delage.

## Beschreibung
Die Homologation erfolgte am 14. Mai 1914, nachdem das Fahrzeug mit der Fahrgestellnummer 5795 und der Motornummer 101 geprüft worden war. 
Delage setzte das Modell in Europa nur 1914 ein, in den Vereinigten Staaten dagegen bis 1917. Vorgänger war der Delage Type Y. 
Ein Vierzylindermotor trieb die Fahrzeuge an. Er hatte 94 mm Bohrung und 160 mm Hub. Das ergab 4441 cm³ Hubraum. Der Motor war mit 26 Cheval fiscal eingestuft und leistete 115 PS. Die Vierventiltechnik des Vorgängermodells wurde beibehalten.
Als Höchstgeschwindigkeit sind 170 km/h genannt.
Das Fahrgestell hatte 1350 mm Spurweite und 2700 mm Radstand. Das Leergewicht war mit 950 kg angegeben.
Insgesamt entstanden vermutlich vier Fahrzeuge.

## Renneinsätze
| Datum         | Veranstaltung                               | Ort           | Fahrzeug                | Team                                                               | Ergebnis                                                          |
| ------------- | ------------------------------------------- | ------------- | ----------------------- | ------------------------------------------------------------------ | ----------------------------------------------------------------- |
| 4. Juni 1914  | Meeting de la Pentecôte 1914                | Tours         | Type S                  | Paul Bablot                                                        | Platz 6 und Klassensieger                                         |
| 4. Juli 1914  | Großer Preis von Frankreich 1914            | Lyon          | Type S                  | Arthur Duray/Mathys Paul Bablot/Losson Albert Guyot/Charles Flohot | Platz 8 Ziel nicht erreicht                                       |
| 7. Aug. 1915  | Chicago Indycars 1915 (über 100 Meilen)     | Chicago       | Type S                  | Barney Oldfield                                                    | Platz 4                                                           |
| 20. Aug. 1915 | Elgin Indycars 1915                         | Elgin         | Type S                  | Barney Oldfield                                                    | Platz 3                                                           |
| 21. Aug. 1915 | Elgin National Trophy                       | Elgin         | Type S                  | Barney Oldfield                                                    | Platz 5                                                           |
| 4. Sep. 1915  | Minneapolis Indycars 1915 (über 500 Meilen) | Minneapolis   | Type S                  | Barney Oldfield                                                    | Platz 8                                                           |
| 9. Okt. 1915  | Sheepshead Bay Indycars 1915                | New York City | Type S                  | Carl Limberg Barney Oldfield                                       | Platz 6 Ziel nicht erreicht                                       |
| 25. Nov. 1915 | San Francisco Indycars 1915                 | San Francisco | Type S                  | Barney Oldfield                                                    | Platz 2                                                           |
| 1916          | Speedshead Bay                              | New York City | Type S                  | Jack Le Cain                                                       | Platz 4                                                           |
| 1916          | Speedshead Bay (über 100 Meilen)            | New York City | Type S                  | Jules Devigne                                                      | Platz 9                                                           |
| März 1916     | San Diego Road Race                         | San Diego     | Type S                  | Barney Oldfield                                                    | Platz 3                                                           |
| 13. Mai 1916  | Coney Island Cup 1916 (über 20 Meilen)      | New York City | Type S                  | Carl Limberg Jules Devigne                                         | Platz 3 Platz 6                                                   |
| 13. Mai 1916  | Queens Cup 1916 (über 50 Meilen)            | New York City | Type S                  | Carl Limberg                                                       | Platz 4                                                           |
| 13. Mai 1916  | Metropolitan Trophy 1916                    | New York City | Type S                  | Jules Devigne Carl Limberg                                         | Platz 2 Ziel nicht erreicht, tödlicher Unfall                     |
| 30. Mai 1916  | Indianapolis 500 1916 (über 300 Meilen)     | Indianapolis  | Type S                  | Barney Oldfield Jules Devigne/Jack Le Cain                         | Platz 5 Ziel nicht erreicht                                       |
| 10. Juni 1916 | Broadview Speedway (über 300 Meilen)        | Chicago       | Type S                  | Barney Oldfield                                                    | Ziel nicht erreicht                                               |
| 8. Juli 1916  | Sioux City Race                             | Sioux City    | Type S                  | Moore Jules Devigne                                                | Platz 10 über 50 Meilen Platz 8 über 10 Meilen und über 20 Meilen |
| 30. Okt. 1916 | Sheepshead Bay (über 50 Meilen)             | New York City | Type S                  | Jack Le Cain (Jules Devigne)?                                      | Platz 1                                                           |
| 1917          | Chicago Derby (über 250 Meilen)             | Chicago       | Type S                  | Jack Le Cain Jules Devigne                                         | Ziel nicht erreicht                                               |
| 10. Mai 1917  | Universal Trophy Race (über 112,5 Meilen)   | Uniontown     | Type S mit Miller-Motor | Barney Oldfield                                                    | Platz 9                                                           |
| 30. Mai 1917  | Sharonville Sweepstakes (über 250 Meilen)   | Sharonville   | Type S mit Miller-Motor | Barney Oldfield                                                    | Platz 11                                                          |
| 16. Juni 1917 | War Derby (über 250 Meilen)                 | Maywood       | Type S mit Miller-Motor | Cliff Durant                                                       | Platz 3                                                           |
| 3. Sep. 1917  | Annual Autumn Classic (über 112,5 Meilen)   | Uniontown     | Type S mit Miller-Motor | Frank Elliott                                                      | Platz 1                                                           |
| 22. Sep. 1917 | Speepshead Bay Ten (über 10 Meilen)         | New York City | Type S                  | Jack Le Cain                                                       | Platz 1                                                           |
| 5. Dez. 1925  | Olympia Speedway Maroubra                   | Melbourne     | Type S                  | McCarey                                                            | Platz 1                                                           |

Quelle: